# Neaera
Neaera je bio njemački melodični death metal sastav iz Münstera.

## Povijest sastava
Sastav je 2003. godine osnovao Tobias Buck, tadašnji gitarist lokalnog death metal-sastava Malzan, kao sporedni projekt. Uz njega, prvu postavu sastava, koji se tada zvao The Ninth Gate, činili su bubnjar Sebastian Heldt, pjevač Benjamin Hilleke i basist Benjamin Donath također iz Malzana. Ubrzo im se pridružio i drugi gitarist, Stefan Keller čime je upotpunjena postava. U veljači 2004. snimaju svoj prvi demo, te im je svega par mjeseci kasnije izdavačka kuća Metal Blade ponudila ugovor, koji su prihvatili te usput promijenili ime u Neaera, prema imenu poznate prostitutke u antičkoj Grčkoj. Svoj prvi studijski album The Rising Tide of Oblivion objavili su 2005., a svoj šesti i zasada posljednji Ours Is the Storm 2013. godine. Nastupali su u mnogo država, bili na europskoj turneji sa sastavima As I Lay Dying i Heaven Shall Burn, te na mnogim poznatim europskim festivalima, uključujući Wacken, Summer Breeze, With Full Force i druge. Od osnutka do danas još uvijek sviraju u istoj postavi.

## Članovi sastava
Konačna postava
- Benjamin Hilleke - vokal
- Stefan Keller - gitara
- Tobias Buck - gitara
- Benjamin Donath - bas-gitara
- Sebastian Heldt - bubnjevi

## Diskografija
Studijski albumi
- The Rising Tide of Oblivion (2005.)
- Let the Tempest Come (2006.)
- Armamentarium (2007.)
- Omnicide – Creation Unleashed (2009.)
- Forging the Eclipse (2010.)
- Ours Is the Storm (2013.)

## Vanjske poveznice
- Službena stranica